# Галичка сватба
Галичката сватба или Петровденската Галичка сватба (на македонска литературна норма: Галичка свадба) е ежегоден ритуал с фестивален характер, състоящ се на Петровден (12 юли) в мияшкото село Галичник, Северна Македония, в Бистра планина, близо до град Дебър. Фестивалът се счита за продължител на местна традиция сватби да се правят само през този период на годината. Характерни за него са Тежкото хоро и галичката носия, като всяка година комисия избира двама младоженци, които ще са венчаят на Галичката сватба в църквата „Св. св. Петър и Павел“. Едно от условията е поне един от младите да произхожда от галичко семейство, а събитието трае до пет дни.
Първата Галичка сватба, организирана от инициативен комитет, се провежда в 1963 година. Днес ритуалът с фестивален характер е част от фестивала Галичко лято и служи като културна и туристическа атракция. В Галичник днес живеят само двама жители, но на Петровден селото има над 5000 посетители.

## Галерия
- Невестата влиза на кон в дома на младоженеца. Фотография от 1930-те години
- Циганска музика на Галичка сватба от 1930-те години